# عزرا حداد
عزرا حداد (بالعبرية: עזרא חדד‏) (ت. 1392 هـ / 1972 م) هو أديب و مترجم يهودي عراقي.
من آثاره: ترجمة رحلة بنيامين التطيلي من العبرية إلى العربية.